# Tã

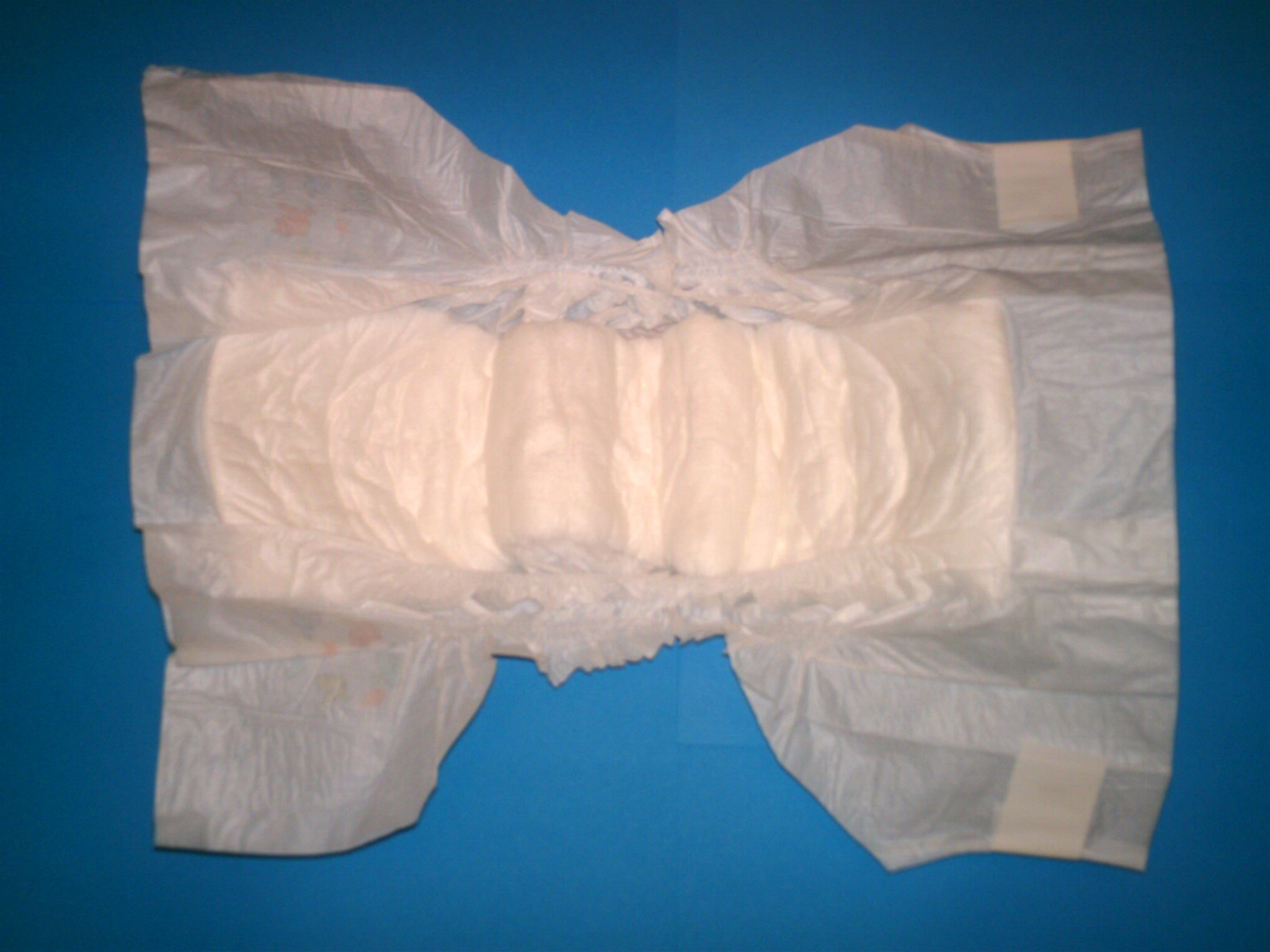
Bên trong tã trẻ em dùng một lần với băng dính và còng chân đàn hồi

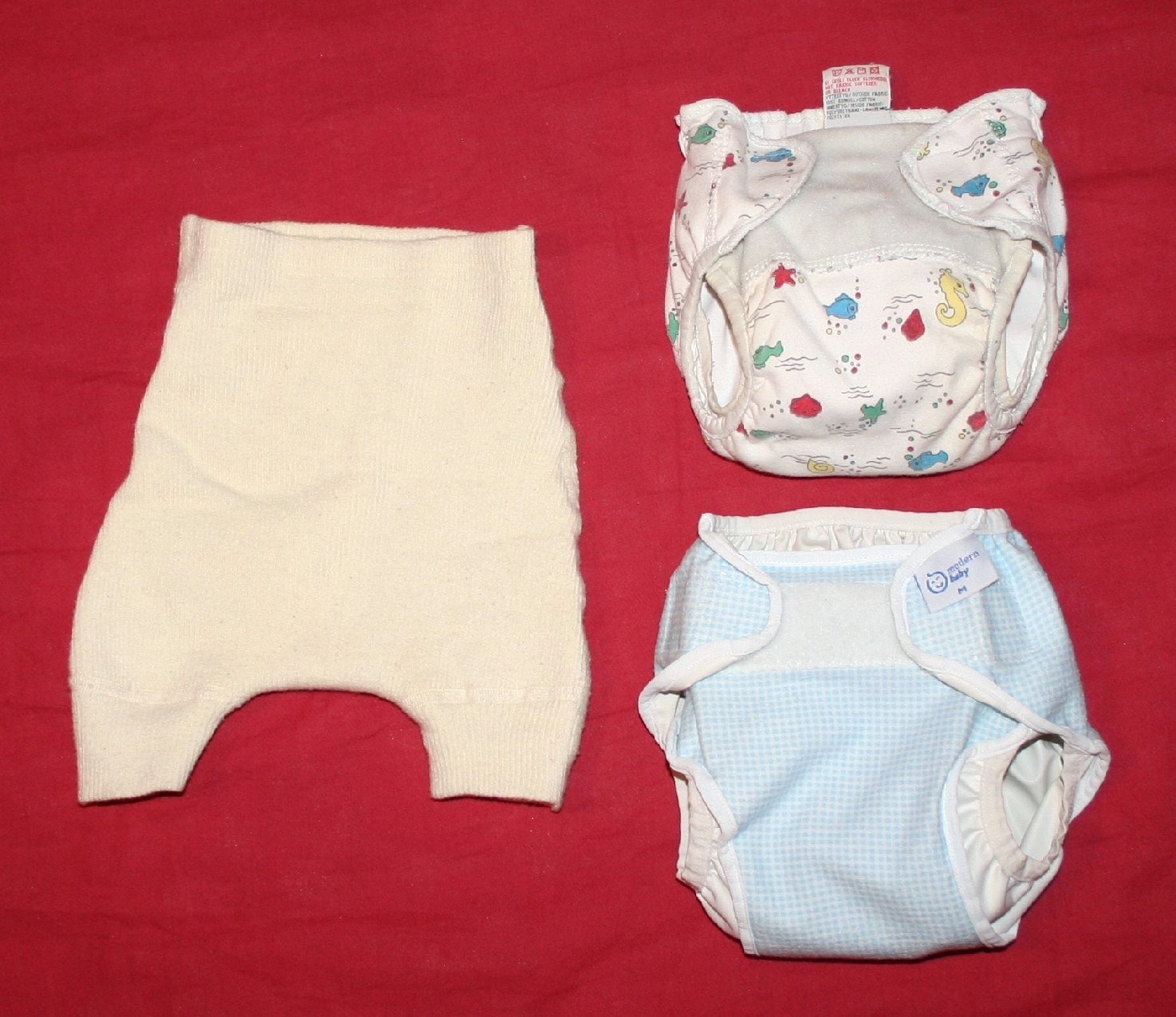
Nhiều loại tã lót khác nhau

Tã hoặc tã lót là một loại đồ lót cho phép người mặc đi đại tiện hoặc đi tiểu mà không cần sử dụng nhà vệ sinh, bằng cách hấp thụ hoặc chứa chất thải để tránh làm bẩn bên ngoài Quần áo hoặc môi trường bên ngoài. Khi tã trở nên bẩn, chúng đòi hỏi phải thay đổi, thường là bởi người thứ hai như cha mẹ hoặc người chăm sóc. Việc không thay tã một cách thường xuyên có thể dẫn đến các vấn đề về da xung quanh khu vực được bao phủ bởi tã.
Tã được làm bằng vải hoặc vật liệu dùng một lần tổng hợp. Tã vải bao gồm các lớp vải như bông, sợi gai, tre, sợi nhỏ hoặc thậm chí là sợi nhựa như PLA hoặc PU, và có thể được giặt và tái sử dụng nhiều lần. Tã dùng một lần có chứa hóa chất thấm nước và bị vứt đi sau khi sử dụng.
Tã giấy chủ yếu được mặc bởi trẻ sơ sinh, trẻ mới biết đi chưa được đào tạo và trẻ em bị đái dầm. Chúng cũng được sử dụng bởi người lớn không tự chủ, trong một số trường hợp nhất định khi không có nhà vệ sinh hoặc vì lý do tâm lý. Những người này có thể bao gồm những người ở độ tuổi cao, bệnh nhân nằm liệt giường trong bệnh viện, những người bị khuyết tật về thể chất hoặc tinh thần, người tôn sùng tã và những người làm việc trong điều kiện khắc nghiệt, chẳng hạn như phi hành gia. Không có gì lạ khi mọi người mặc tã dưới bộ đồ khô.

## Lịch sử
Tã vải đầu tiên bao gồm một loại khăn giấy mềm cụ thể, được cắt thành hình dạng hình học. Kiểu mẫu này được gọi là tã và cuối cùng đã đặt tên cho loại vải được sử dụng để sản xuất tã và sau đó đến chính tã, được bắt nguồn từ năm 1590 ở Anh..
Vào thế kỷ 20, tã dùng một lần được hình thành. Vào những năm 1930, Robinsons của Chesterfield đã có thứ được dán nhãn "Khăn ăn trẻ em có thể phá hủy" được liệt kê trong danh mục của họ cho thị trường bán buôn. [. Năm 1944, Hugo Drangel của công ty giấy Thụy Điển Pauliström đã đề xuất một thiết kế khái niệm sẽ đòi hỏi phải đặt các tấm khăn giấy (tấm lót xenlulo) bên trong tã vải và quần cao su. Tuy nhiên, tấm lót cellulose bị sần sùi trên da và vỡ vụn thành những quả bóng khi tiếp xúc với độ ẩm.
Vào năm 1946, Marion Donovan đã sử dụng một tấm rèm tắm từ phòng tắm của cô ấy để tạo ra "Boater", một miếng tã được làm từ vải dù nylon quân đội dư thừa. Được bán lần đầu tiên vào năm 1949 tại cửa hàng hàng đầu của Saks Fifth Avenue ở thành phố New York, bằng sáng chế sau đó đã được cấp cho Donovan vào năm 1951, người sau đó đã bán bản quyền cho tã chống thấm với giá 1 triệu đô la.  Donovan also designed a paper disposable diaper, but was unsuccessful in marketing it.